# Tetilla ovata
Tetilla ovata är en svampdjursart som beskrevs av Thiele 1898. Tetilla ovata ingår i släktet Tetilla och familjen Tetillidae.
Artens utbredningsområde är havet kring Japan. Inga underarter finns listade i Catalogue of Life.